# 완산 수영장
완산 수영장은 대한민국 전북특별자치도 전주시 완산구에 있는 수영장이다.
2004년 3월에 개관했으며 50m 경영풀과 다이빙 풀을 갖추고 있다. 관람객 수용 인원은 2000명이다.